# Agrilus addendus
Agrilus addendus är en skalbaggsart som beskrevs av George Robert Crotch 1873. Agrilus addendus ingår i släktet Agrilus och familjen praktbaggar. Inga underarter finns listade i Catalogue of Life.